# 孤児マリー
『孤児マリー』（こじマリー、フランス語: Marie Claire）は、1910年にフランスで出版されたマルグリット・オードゥーによる小説。

## 概要
- オードゥーは当時パリでお針子をしており、彼女の家は若い芸術家たちのサロンとなっていた。そこに通っていたオクターヴ・ミルボーの勧めによって書かれた自伝的小説が本作である。これが彼女の処女作となりフェミナ賞を受賞した。また、続編として『マリー・クレールの仕事場』（1920年）及び『街から風車場へ』（1926年）が書かれた。
- 日本では1930年に吉屋信子により「少女ゼット」として婦人之友社の児童小説集に抜粋翻訳され、1946年に堀口大學によって「孤児マリイ」として操書房から翻訳出版された（版元が新潮社となった1953年の新潮文庫刊から「孤児マリー」）。その他フランス文学者河合亨は、1956年に「少女マリー」の題名で若草文庫（三笠書房）から翻訳出版している。

## あらすじ
孤児マリー
幼いマリーは母の死と父の失踪によって９年間を孤児院で過ごすこととなり、美しく優しいシスターのマリー・エーメに見守られながら日々を明るく過ごしていく。やがてマリーは農園で羊飼いとして働くこととなり、シスターと別れて孤児院を出る。懸命に働くマリーは農園の人々の信頼を得ていくが、農園主の妻の弟であるアンリと恋に落ちたことから農園を出ることになってしまう。孤児院に戻り、シスターに再会したマリーは姉の勧めでパリへと向かう。
マリー・クレールの仕事場
ダリニャック夫妻の経営する仕立て工場でお針子として働くマリー。それぞれに困難な家庭状況を抱えた同僚と支え合いながら、厳しい日々を過ごす様子を描く。

## 逸話
フランスの女性向け雑誌・marie claireの題名は当小説の影響を受けつけられた。

## 主な日本語訳
- 堀口大學訳『孤児マリイ』（1946年、操書房）
- 河合亨訳『少女マリー』（1954年、三笠書房（若草文庫））